# Kouana
Kouana, également orthographié Koana, est une localité située dans le département de Kona de la province du Mouhoun dans la région de la Boucle du Mouhoun au Burkina Faso.

## Éducation et santé
Kouana accueille un centre de santé et de promotion sociale (CSPS) tandis que le centre hospitalier régional (CHR) se trouve à Dédougou.